# Regulator liniowo-kwadratowy
Regulator liniowo-kwadratowy (LQR, ang. Linear-quadratic regulator) – regulator ze sprzężeniem zwrotnym, który określa rozwiązanie dla tzw. problemu LQ – to jest dla przypadku, w którym układ dynamiczny został opisany przez układ liniowych równań różniczkowych, a koszt (który ma być zminimalizowany zgodnie z zasadami teorii sterowania optymalnego) opisany jest funkcjonałem kwadratowym.

## Wstęp
Regulator liniowo-kwadratowy stanowi istotną część w rozwiązaniu dla problemu LQG (ang. Linear-quadratic-Gaussian). Zarówno regulator liniowo-kwadratowy (LQR), jak i problem LQG zaliczają się do fundamentalnych zagadnień w teorii sterowania.
Poglądowo rzecz ujmując, w regulacji liniowo-kwadratowej chodzi o określanie nastaw regulatora sterującego np. maszyną lub procesem z wykorzystaniem algorytmu matematycznego, który minimalizuje funkcję kosztów. Parametrami tej funkcji są wagi podane przez inżyniera. Koszt (w istocie jego funkcja) jest najczęściej zdefiniowany jako suma pomierzonych odchyłek od wartości zadanych. Algorytm znajduje więc takie nastawy regulatora, które minimalizują niepożądane odchyłki pomiarów (np. temperatury, wysokości itp.). Czasami w powyższej sumie ujmuje się też samą wielkość związaną z działaniem sterującym, tak by energia zużyta na działanie sterujące była jak najmniejsza.
Taki regulator wyręcza więc inżyniera w żmudnej pracy związanej z optymalizacją regulacji. Jednak inżynier i tak musi wyspecyfikować wagi i sprawdzić jakie efekty dało ich zastosowanie w praktyce (często takie działanie przybiera charakter iteracyjny, gdyż specyfikacje i sprawdzenia trzeba powtarzać do czasu osiągnięcia zadowalających wyników).
Algorytm regulatora liniowo-kwadratowego jest w istocie zautomatyzowaną metodą doboru regulatora ze sprzężeniem zwrotnym opisanego zmiennymi stanu. Konieczność specyfikacji wag stanowi znaczną niedogodność w tej metodzie. Często inżynierowie preferują alternatywne metody takiego doboru (np. poprzez określanie położenia biegunów), które dają im lepszy wgląd w powiązanie pomiędzy zmianą parametrów a zmianami w obserwowanym systemie.

## LQR w czasie ciągłym ze skończonym horyzontem
Dla liniowego systemu czasu ciągłego określonego na przedziale {\displaystyle t\in [t_{0},t_{1}]} równaniem
{\displaystyle {\dot {x}}=Ax+Bu}
z kwadratową funkcją kosztu
{\displaystyle J=x^{T}(t_{1})F(t_{1})x(t_{1})+\int \limits _{t_{0}}^{t_{1}}\left(x^{T}Qx+u^{T}Ru\right)dt,}
sterowanie, ze sprzężeniem zwrotnym minimalizujące koszt, określone jest przez równanie
{\displaystyle u=-Kx,}
gdzie {\displaystyle K} dane jest wzorem
{\displaystyle K=R^{-1}B^{T}P(t),}
a {\displaystyle P} można znaleźć, rozwiązując równanie różniczkowe Riccatiego dla czasu ciągłego:
{\displaystyle A^{T}P(t)+P(t)A-P(t)BR^{-1}B^{T}P(t)+Q=-{\dot {P}}(t)}
z warunkiem brzegowym:
{\displaystyle P(t_{1})=F(t_{1}).}

## LQR w czasie ciągłym z nieskończonym horyzontem
Dla liniowego systemu czasu ciągłego określonego równaniem
{\displaystyle {\dot {x}}=Ax+Bu}
z funkcją kosztu
{\displaystyle J=\int _{0}^{\infty }\left(x^{T}Qx+u^{T}Ru\right)dt}
sterowanie, ze sprzężeniem zwrotnym minimalizujące koszt, określone jest przez równanie
{\displaystyle u=-Kx,}
gdzie {\displaystyle K} jest dane równaniem
{\displaystyle K=R^{-1}B^{T}P,}
a {\displaystyle P} można znaleźć rozwiązując algebraiczne równanie Riccatiego dla czasu ciągłego:
{\displaystyle A^{T}P+PA-PBR^{-1}B^{T}P+Q=0.}

## LQR w czasie dyskretnym ze skończonym horyzontem
Dla liniowego systemu dyskretnego określonego przez równanie
{\displaystyle x_{k}=Ax_{k-1}+Bu_{k}}
z miarą jakości określoną przez
{\displaystyle J=\sum \limits _{k=0}^{N}\left(x_{k}^{T}Qx_{k}+u_{k}^{T}Ru_{k}\right),}
optymalna sekwencja sterująca minimalizująca miarę jakości dana jest jako:
{\displaystyle u_{k}=-F_{k}x_{k-1},}
gdzie:
{\displaystyle F_{k}=(R+B^{T}P_{k}B)^{-1}B^{T}P_{k}A,}
a {\displaystyle P_{k}} można znaleźć poprzez iterację wstecz w czasie z wykorzystaniem dynamicznego równania Riccatiego:
{\displaystyle P_{k-1}=Q+A^{T}\left(P_{k}-P_{k}B\left(R+B^{T}P_{k}B\right)^{-1}B^{T}P_{k}\right)A}
z warunkiem początkowym {\displaystyle P_{N}=Q.}

### Uwaga (notacja zwyczajowa)
Funkcja minimalizująca (która nakłada „kary” na wartości kwadratów odchyłek sygnału na wejściu {\displaystyle u} i zmiennych stanu układu {\displaystyle x}) zawiera odrębne, odpowiednie macierze wag {\displaystyle Q} i {\displaystyle R} dla obu tych wartości. Przyjął się następujący zapis:
{\displaystyle J=\sum \limits _{k=0}^{N}\left(\|\mathbf {x_{k}} \|_{Q}^{2}+\|\mathbf {u_{k}} \|_{R}^{2}\right),}
gdzie wyrażenia unormowane określone są jak poniżej:
{\displaystyle \|\mathbf {x_{k}} \|_{Q}^{2}=x_{k}^{T}Qx_{k},}
{\displaystyle \|\mathbf {u_{k}} \|_{R}^{2}=u_{k}^{T}Ru_{k}.}

## LQR w czasie dyskretnym z nieskończonym horyzontem
Dla liniowego systemu dyskretnego określonego równaniem
{\displaystyle x_{k+1}=Ax_{k}+Bu_{k}}
z miarą jakości określoną przez
{\displaystyle J=\sum \limits _{k=0}^{\infty }\left(x_{k}^{T}Qx_{k}+u_{k}^{T}Ru_{k}\right),}
optymalna sekwencja sterująca minimalizująca miarę jakości dana jest jako:
{\displaystyle u_{k}=-Fx_{k},}
gdzie:
{\displaystyle F=(R+B^{T}PB)^{-1}B^{T}PA,}
a {\displaystyle P} jest jednoznacznym dodatnio określonym rozwiązaniem algebraicznego równania Riccati’ego dla czasu dyskretnego:
{\displaystyle P=Q+A^{T}\left(P-PB\left(R+B^{T}PB\right)^{-1}B^{T}P\right)A.}
Jedna z metod znalezienia rozwiązania tego równania polega na iteracji dynamicznego równania Riccatiego dla przypadku ze skończonym horyzontem, tak długo, aż osiągnie się zbieżność.